# Уди (зупинний пункт)
224 кіломе́тр — залізничний пасажирський зупинний пункт Харківської дирекції Південної залізниці.
Розташований на заході смт Пересічне, Дергачівський район, Харківської області на лінії Одноробівка — Шпаківка між станціями Курортна (2 км) та Пересічна (2 км).
Станом на травень 2019 року щодоби сім пар приміських електропоїздів здійснюють перевезення за маршрутом Харків-Пасажирський/Харків-Левада/Харків-Балашовський — Золочів.